# Río Stour (Kent)
El río Stour (en inglés, River Stour) es un río que nace cerca de Lenham, en Kent, Inglaterra y desemboca en la bahía de Pegwell en el canal de la Mancha. Es uno de los cuatro ríos principales que recorren el condado, y el segundo en importancia después del río Medway, y pasa por las ciudades de Ashford, Canterbury y Sandwich.
Distintos tramos del río son conocidos por distintos nombres a lo largo de su recorrido: en su curso superior, hasta llegar a Ashford, donde confluye con el río East Stour, es conocido como el río Upper Great Stour o West Stour. Su curso medio, de Ashford a Plucks Gutter, donde son afluentes el río Little Stour y el río Wantsum se conoce también como el Great Stour, mientras su curso inferior, hasta su desembocadura en el estuario, es conocido simplemente como el río Stour.

## Recorrido

### Curso superior
- De Lenham a Ashford: Upper Great Stour o West Stour

### Curso medio
- De Ashford a Plucks Gutter: Great Stour

### Curso inferiror
- De Plucks Gutter a la bahía de Pegwell: Stour

## Historia
Históricamente, desde los tiempos de los romanos, el río gozaba de gran importancia ya que era navegable hasta Canterbury y, como señalaba Joseph Priestley en Historical Account of the Navigable Rivers, Canals and Railways (1831), seguía teniendo gran importancia durante el reinado de Enrique XIII. Asimismo, Priestley comenta que incluso a la hora de escribir su libro, existen planes para mejorar el comercio y las infraestructuras correspondientes.